# Bahnstrecke Sondrio–Tirano
| Bahnhof Tirano |                      |                                 |              |
| |                      |                                 |              |
| Streckennummer (RFI): | 26                   |                                 |              |
| Kursbuchstrecke (IT): | 180                  |                                 |              |
| Streckenlänge: | 26 km                |                                 |              |
| Spurweite: | 1435 mm (Normalspur) |                                 |              |
| Stromsystem: | 3000 V =             |                                 |              |
| |                      |                                 |              |
| \| \| \| von Colico \| \| \| \| 0,000 \| Sondrio \| 297 m s.l.m. \| \| \| 4,917 \| Poggiridenti-Tresivio-Piateda \| 299 m s.l.m. \| \| \| 8,416 \| Ponte in Valtellina \| 376 m s.l.m. \| \| \| 9,709 \| Chiuro \| 354 m s.l.m. \| \| \| 12,474 \| San Giacomo di Teglio \| 357 m s.l.m. \| \| \| 16,889 \| Tresenda-Aprica-Teglio \| 369 m s.l.m. \| \| \| 19,850 \| Bianzone \| 386 m s.l.m. \| \| \| 22,182 \| Villa di Tirano \| 398 m s.l.m. \| \| \| 25,957 \| Tirano Übergang zur Berninabahn \| 429 m s.l.m. \| |                      |                                 |              |
| Strecke |                      | von Colico                      | von Colico   |
| Bahnhof | 0,000                | Sondrio                         | 297 m s.l.m. |
| Haltepunkt / Haltestelle, ehemals Bahnhof | 4,917                | Poggiridenti-Tresivio-Piateda   | 299 m s.l.m. |
| Bahnhof | 8,416                | Ponte in Valtellina             | 376 m s.l.m. |
| Haltepunkt / Haltestelle, ehemals Bahnhof | 9,709                | Chiuro                          | 354 m s.l.m. |
| Haltepunkt / Haltestelle, ehemals Bahnhof | 12,474               | San Giacomo di Teglio           | 357 m s.l.m. |
| Bahnhof | 16,889               | Tresenda-Aprica-Teglio          | 369 m s.l.m. |
| Haltepunkt / Haltestelle, ehemals Bahnhof | 19,850               | Bianzone                        | 386 m s.l.m. |
| Haltepunkt / Haltestelle, ehemals Bahnhof | 22,182               | Villa di Tirano                 | 398 m s.l.m. |
| Kopfbahnhof Streckenende | 25,957               | Tirano Übergang zur Berninabahn | 429 m s.l.m. |

Die Bahnstrecke Sondrio–Tirano ist eine normalspurige Eisenbahnstrecke in der Lombardei. Sie verbindet die Stadt Sondrio mit Tirano. Dort besteht  Anschluss an die meterspurige Berninabahn.
Die Strecke wurde am 29. Juni 1902 von der Società Anonima per le Ferrovie dell’Alta Valtellina (FAV) eröffnet. Im selben Jahr wurde das Netz der Ferrovia della Valtellina (Veltlinbahn), die auch die FAV mit dem übrigen italienischen Bahnnetz verbindet, mit Drehstrom elektrifiziert. Dreißig Jahre später folgte auch die FAV, sie beschaffte dafür vier Lokomotiven des Typs E.440, die mit bereits produzierten Teilen für die FS-Baureihe E.471 hergestellt wurden. 1952 wurde die Veltlinbahn auf  Gleichstrom umgestellt, und Sondrio fungierte bis 1968 als Systemwechselbahnhof. Danach wurde der Betrieb über zehn Jahre lang mit Dieseltriebwagen durchgeführt. Eine Drehstromlokomotive blieb erhalten und kam ins Nationale Eisenbahnmuseum Pietrarsa bei Neapel.
1970 wurde die Bahn von der staatlichen Eisenbahngesellschaft Ferrovie dello Stato (FS) übernommen. Am 29. Mai 1980 wurde die 3 kV führende Gleichstrom-Oberleitung eingeweiht, zum Fahrplanwechsel am folgenden 1. Juni begann der elektrische Betrieb. Seit 1981 gibt es durchgehende Züge von Mailand nach Tirano.

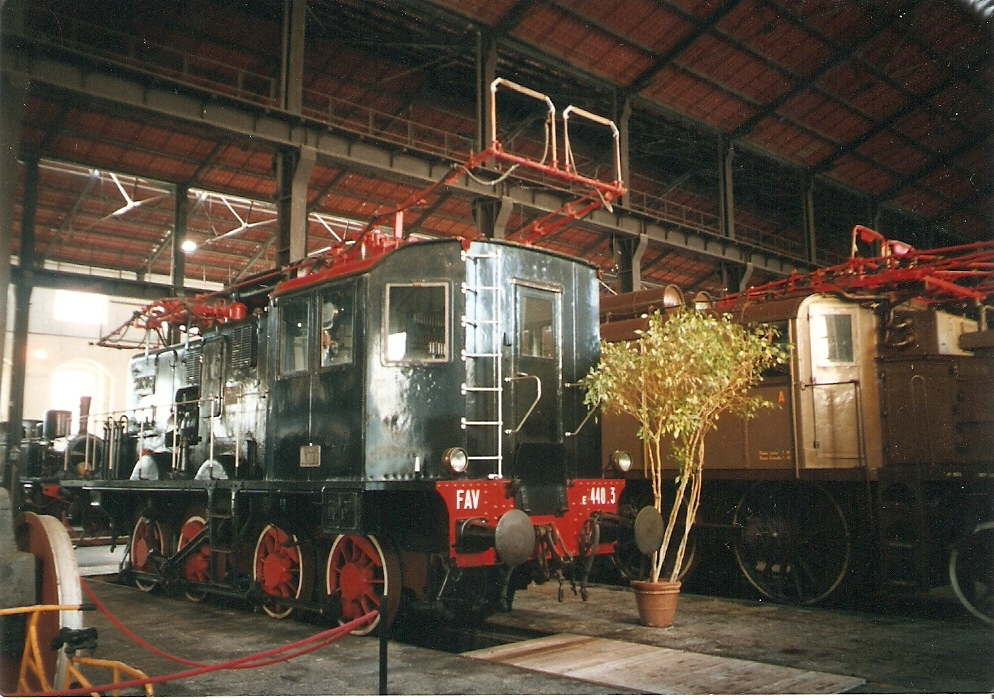
Drehstromlok E.440.3 (im Einsatz von 1932 bis 1968) im Museum Pietrarsa
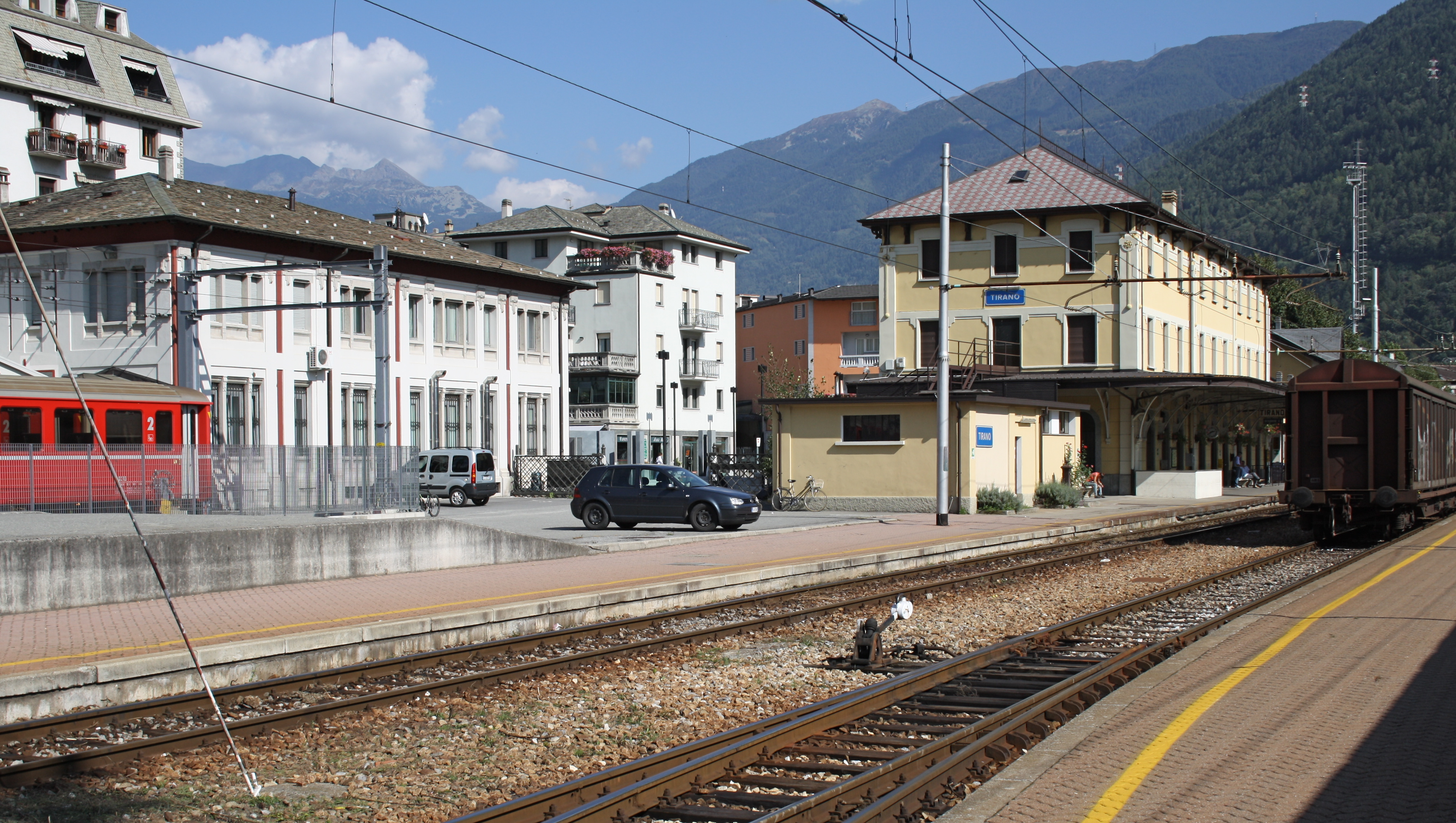
Bahnhof Tirano, links ein meterspuriger Zug und das Empfangsgebäude der Berninabahn